# Abrothallus acetabuli
Abrothallus acetabuli is een korstmosparasiet behorend tot de familie Abrothallaceae. Hij parasiteert op de korstmos.

## Verspreiding
Volgens de verspreidingsatlas is Abrothallus acetabuli in Nederland verdwenen.